# Шматівка
Шматівка (рос. Шматовка) — селище Озерського міського округу, Калінінградської області Росії. Входить до складу Красноярського сільського поселення.
Населення —  16 осіб (2015 рік). 

## Населення
| 2002 | 2010 |
| ---- | ---- |
| 18   | ↘16  |